# Hellkehltapaculo
Der Hellkehltapaculo (Scytalopus latebricola), auch Braunbürzeltapaculo  oder Kolumbianischer Rostflankentapaculo genannt, zählt innerhalb der Familie der Bürzelstelzer (Rhinocryptidae) zur Gattung Scytalopus.
Früher wurden Méridatapaculo (Scytalopus meridanus), Caracastapaculo (Scytalopus caracae) und Roststeißtapaculo (Scytalopus spillmanni) als Unterarten (Ssp.) des Braunbürzeltapaculos angesehen.
Die Art ist in Kolumbien in der Sierra Nevada de Santa Marta endemisch.
Das Verbreitungsgebiet umfasst Unterholz im tropischen oder subtropischen feuchten Bergwald zwischen 2000 und 3600 m Höhe (einziger Tapaculo in diesem Streifen). Weiter unterhalb findet sich der Lebensraum des Santa Marta-Tapaculos (Scytalopus sanctaemartae).
Das Artepitheton kommt von lateinisch latebra ‚versteckt, verborgen sein‘ und lateinisch colere ‚ansässig sein‘.

## Merkmale
Der Vogel ist 11 bis 12 cm groß, überwiegend grau mit braunem Rumpf und braunen, grau gebänderten Flanken. Das Männchen ist dunkelbraun bis grau auf der Oberseite, Flügel und Schwanz sind graubraun, Kehle und Brust sind blasser bräunlich grau, die übrige Unterseite einschließlich Bürzel sind rot- bis kastanienbraun mit leichter schwärzlicher Strichelung, die Iris ist braun, der Schnabel schwarz mit leicht rötlicher Basis. Die Füße sind braun bis bräunlich-rosa. Jungvögel sind braun mit jeweils schwarzem Zentrum der Federn.
Die Art ist monotypisch.

## Stimme
Der Gesang wird als von einem „chu-chu“ eingeleiteter schneller Triller über 7 Sekunden mit 24 Lauten/s beschrieben.

## Lebensweise
Die Nahrung besteht vermutlich aus Gliederfüßern, die meist auf oder dicht über dem Erdboden auch im abgefallenen Laub, mitunter auch auf bemoosten Baumstämmen und Lianen gesucht werden.
Über die Brutzeit ist nichts Genaues bekannt.

## Gefährdungssituation
Der Bestand gilt als potentiell gefährdet (near threatened).